# Bikkel (film)
Bikkel is een Nederlandse documentairefilm over het leven van de in 2002 overleden Bart de Graaff. In de documentaire zijn zijn vader Fred, moeder Marianne, zus Mirjam en zwager Peter Jan Smit te zien. Ook goede vriend Kees-Jan Cecchi en ex-vriendin Valerie Zwikker werkten mee. De titel van de film doelt op de bijnaam die Bart waarschijnlijk van zijn zus kreeg tijdens zijn ziekte en carrière.